# Grevillea candelabroides
Grevillea candelabroides är en tvåhjärtbladig växtart som beskrevs av Charles Austin Gardner. Grevillea candelabroides ingår i släktet Grevillea och familjen Proteaceae. Inga underarter finns listade i Catalogue of Life.